# Silo nigricellus
Silo nigricellus là một loài trong họ Goeridae. Loài này komt mogelijk voor năm het Nhật Bản.